# العقوبية (وادي العين)

تعديل مصدري - تعديل

العقوبية هي إحدى قرى عزلة وادي العين بمديرية حورة التابعة لمحافظة حضرموت، بلغ تعداد سكانها 261 نسمة حسب تعداد اليمن لعام 2004.